# Paramesacanthion microsetosum
Paramesacanthion microsetosum är en rundmaskart som först beskrevs av Allgen 1932.  Paramesacanthion microsetosum ingår i släktet Paramesacanthion och familjen Enoplidae. Inga underarter finns listade i Catalogue of Life.